# Ulrich Konrad
Ulrich Aloysius Konrad, né le 14 août 1957, est un musicologue allemand et professeur à l'Institut de recherche musicale de l'Université de Würzburg. Il est considéré comme un expert de la musique européenne du XVIIe au XXe siècle, en particulier les œuvres de Wolfgang Amadeus Mozart, Robert Schumann, Richard Wagner et Richard Strauss. Il écrit une biographie, Wolfgang Amadé Mozart, et étudie les esquisses du compositeur. Il est président de l'Academy for Mozart Research de l'Université Mozarteum de Salzbourg et chef de projet de l'édition complète Robert Schumann et de l'édition Richard Wagner Schriften (RWS).

## Biographie
Né à Bonn, Konrad étudie la musicologie, la germanistique et l'histoire aux universités de Bonn et de Vienne. Sa thèse de doctorat en 1983 porte sur le compositeur et chef d'orchestre Otto Nicolai, qui influence la composition et la pratique de l'orchestre au milieu du XIXe siècle avec la fondation de l'Orchestre philharmonique de Vienne. Après l'habilitation de Konrad en 1991 à l'université de Göttingen avec une étude sur le style créatif de Mozart, il enseigne en tant que professeur de musicologie à la Hochschule für Musik Freiburg de Fribourg-en-Brisgau à partir de 1993, et en 1996 est devient professeur de musicologie à l'université de Würzburg. Il est président de l'Académie pour la recherche sur Mozart de l'université Mozarteum de Salzbourg, et chef de projet de l'édition complète de Robert Schumann et de l'édition Richard Wagner Schriften (RWS),.

## Recherche
Ulrich Konrad étudie intensivement l'œuvre de Mozart. Sa biographie, Wolfgang Amadé Mozart, paraît en 2005, aux éditions Bärenreiter. En examinant des esquisses et des fragments, Ulrich Konrad peut tirer des conclusions sur la méthode de composition de Mozart. Il découvre que Mozart planifiait ses compositions de manière beaucoup plus approfondie qu'on ne le pensait, en passant par plusieurs étapes de développement. Il publie ces découvertes dans une monographie en 1991 et publie également des éditions annotées de toutes les esquisses et fragments de Mozart.
Ulrich Konrad se penche également sur la musique d'ensemble instrumentale du XVIIe siècle et sur l'histoire et la méthodologie de la musicologie.

## Honneurs
En 1996, Ulrich Konrad reçoit la médaille Dent. En janvier 1999, il reçoit la Mozart-Medaille d'argent de l'Internationale Stiftung Mozarteum de Salzbourg pour son ouvrage de référence sur le style créatif de Mozart et son édition complète des esquisses de Mozart. En 2001, Ulrich Konrad est le premier et jusqu'à présent le seul musicologue à recevoir le prix Gottfried Wilhelm Leibniz.
Ulrich Konrad est membre de l'Académie bavaroise des sciences et des humanités, de l'Académie des sciences Léopoldine et de l'Academia Europaea, ainsi que membre correspondant de l'Académie des sciences de Göttingen et de l'Académie des sciences et des lettres de Mayence. En 2017, il reçoit la croix d'officier de l'Ordre du Mérite de la République fédérale d'Allemagne,.

## Publications
- Wolfgang Amadé Mozart, Bärenreiter 2005,  (ISBN 3-7618-1821-1).
- Werkstattblicke: Haydn, Beethoven und Wagner beim Komponieren beobachtet (with 1 CD), Stuttgart 2014
- (as editor: Kirchenmusikalisches Jahrbuch des Allgemeiner Cäcilien-Verband für Deutschland, Regensburg[10].
- Zwischen Exzellenzinitiative und Massenbetrieb: Quo vadis Universität, in KDStV Cheruscia Würzburg (de)-Blätter. volume 92, 2015, p. 12.